# Hazemeyer
Hazemeyer était une entreprise produisant des armoires électriques, des interrupteurs pour basse et moyenne tension et similaires, située à Hengelo aux Pays-Bas. La société a existé de 1907 à 1963, date à laquelle elle a fusionné avec Holec. En 2003, Holec est passé entre les mains du groupe américain Eaton Corporation et l’est toujours.

## Histoire
La société a été fondée par Floris Hazemeijer (24 avril 1872 - 22 août 1939), qui a commencé sa carrière en 1900 en tant que chef de projet au bureau électrotechnique de Hofstede Crull & Willink à Hengelo. En partie sur l’insistance de la belle-famille, il quitta cette entreprise en 1906 pour lancer sa propre entreprise. Le 12 juillet 1907, il a commencé son activité dans une usine textile vide sur le Marskant sous le nom de Firma F. Hazemeyer & Co. En 1909, il a déplacé l’usine dans la Haaksbergerstraat. Hazemeijer a commencé par la fabrication de résistances de contrôle pour l’étage, appelés régulateurs d’étage. Bientôt, cependant, il a commencé à fabriquer des appareillages de commutation. La société a été transformée en 1913 en N.V. Fabriek van Electrische Apparaten v/h. F. Hazemeijer & Co, avec un capital social de 100 000 f, dont 37 000 f entièrement libérés. Hazemeijer a été rejoint à la direction par Jansma van der Ploeg (1870-1947). En 1914, un nouveau bâtiment a été construit sur la Tuindorpstraat. L’usine a commencé à porter le logo avec le double H (Hazemeyer Hengelo). Cela deviendra plus tard le logo de Holec (Holec Holland). Bientôt, l’entreprise a commencé à fournir des armoires de commande fermées en fonte. À partir de 1930, celles-ci seront également fabriquées en bakélite.

## Expansion
L’entreprise a grandi en taille et en chiffre d'affaires. Ce dernier a atteint une taille de 1,5 million de francs en 1920. En 1922, une nouvelle société a été fondée à partir de Hazemeyer, à savoir Hazemeyer Signaalapparatenfabriek, qui devint plus tard Hollandse Signaal Apparaten. Le 5 septembre 1928, un grand incendie fait rage dans l’atelier de peinture, épargnant le reste de l’entreprise. Entre-temps, l’expansion internationale a commencé. En 1928, la SA Constructions Electriques Hazemeijer est fondée à Ans près de Liège, suivie en 1930 par la création de la SA Appareillage Electrique Hazemeijer à Saint-Quentin (Aisne). En outre, plusieurs licences de fabrication ont été accordées à l’étranger : en 1931 à la société Holmes (filiale de Reyrolle) et à la SACE à Bergame. En 1936, l’entreprise ouvre son propre laboratoire de haute tension. L’usine, qui emploie bientôt plusieurs centaines de personnes, souffrit beaucoup de la Seconde Guerre mondiale et fut bombardée en mars 1944. Ce n’est qu’en 1947 que toutes les machines ont été de nouveau utilisées. À cette époque, il y avait 1078 personnes qui y travaillaient. Il y en avait 1895 à la fin de 1954. Pour augmenter la production, des succursales pour le travail d’assemblage ont été ouvertes à Breukelen et Emmer-Compascuum. Elles ont fermé en 1952. À partir de 1953, un nouvel interrupteur haute tension, le « Conel », est entré en production et un laboratoire de court-circuits a été ouvert en 1956. Pendant ce temps, Hazemeyer a commencé des projets de logement pour loger des personnes venues de l’extérieur de la ville. En 1958, un bureau de vente a été achevé à Eindhoven et en 1962, une usine pour le système de commutation « Magnefix » a été ouverte sur le canal de Twente.

## Holec et Eaton
Cependant, des difficultés sont apparues, car Hazemeyer n’était actif que sur le marché néerlandais. Il en allait de même pour les autres entreprises électrotechniques néerlandaises. Des initiatives de coopération ont été lancées et en 1963 a été lancé le « kleine Holec » (Samenwerkende Electrotechnische Fabrieken Holec N.V.) : une collaboration entre Smit Slikkerveer, Heemaf et Hazemeyer. En 1969, Smit Nijmegen a également rejoint une société qui contient déjà toutes les actions d’EMF Dordt, Coq à Utrecht, AFO, Althoff’s Transformatorenfabriek à Ede et Smit-Nijmegen-Compro. En 1970, les réorganisations ont été effectuées et les noms ont également été changés. Le nom de l’usine d’armoires de commande d’Hengelo est devenu : Hazemeyer BV. En 1979, une réorganisation beaucoup plus radicale a suivi et Hazemeyer a fusionné avec Coq dans le groupe Holec Switch. D’autres turbulences au sein du groupe Holec s’ensuivent, notamment un va-et-vient des administrateurs, de nouvelles réorganisations accompagnées de licenciements, et tout cela avec une récession et un chômage toujours croissant en arrière-plan. Chez Hazemeyer, 450 personnes ont perdu leur emploi, soit une diminution de 25 % de la main-d’œuvre. Après cela, les choses ont mal tourné, des parties de Holec ont été vendues et en 1989, Holec est passé entre les mains du groupe Royal Begemann. Après plusieurs années de prospérité, Begemann rencontra des difficultés et Holec fut divisé. Les actifs ont été vendus et Hazemeyer, maintenant appelé Holec International, est passé entre les mains de l’Union de banques suisses (UBS) en 1996. Il avait été prévu de rendre la société publique en 1997, mais cela a échoué. En 1998, Holec a été vendue à la société britannique Delta plc. Dans le même temps, des préparatifs ont été faits pour concentrer les trois sites d’Hazemeyer à Hengelo en un seul endroit. C’est devenu le site Westermaat Noord II, qui a été ouvert en 2000.
Pendant ce temps, l’inclusion dans Delta Electrical Group a été bien accueillie par le personnel de Holec Medium Voltage. En 2002, cependant, le directeur Smit a été remplacé par Brit Valley, connue sous le nom de société de restauration matérielle. Elle avait déjà supprimé 85 emplois chez Holec Low Voltage. Cependant, en 2003, Delta Electrical Group a été acquis dans son intégralité par l’américain Eaton Corporation sous le nom d’Eaton Holec.

## Activité en France
L’usine Hazemeyer fondée en 1930 à Saint-Quentin (Aisne) s'implante sur un site occupé depuis les années 1920 par un atelier de chaudronnerie et un atelier de menuiserie. L'usine est spécialisée dans la fabrication de petit matériel électrique : appareillage basse tension, tableaux de distribution, transformateurs, etc. L'atelier et les bureaux sont construits vers 1930. De nouveaux bâtiments voient le jour en 1947 et en 1950. Une partie se situe sur la commune voisine d'Harly. Un projet d'extension est abandonné en 1960. L'usine emploie alors 375 salariés. L’effectif monte à 500 salariés en 1967, 650 en 1971, et 600 en 1977. Pour loger tout ce personnel, Hazemeyer acquiert des logements ouvriers autour de l'usine, et d’autres dans la commune limitrophe d'Harly. Après une nouvelle restructuration en 1988, l'entreprise quitte Saint-Quentin et déménage sur la commune de Gauchy (02430) route de Grugies,. Sur ce nouveau site, la société continue à fournir des équipements électriques sécurisés à ses clients, parmi lesquels les chantiers de l'Atlantique ou l’armée française.
Dans les années 2010, Hazemeyer traverse de graves difficultés. La société est très affectée par la crise et la baisse des investissements de ses clients. La baisse du chiffre d’affaires est due à la forte baisse des ventes en Afrique du Nord et auprès des grands groupes industriels français, tous secteurs confondus : automobile, sidérurgie, chimie, pétrochimie. Le chiffre d'affaires tombe de 40 millions d’euros en 2008 à 27 millions d’euros en 2012 et la part de l’exportation dans l’activité s’effondre totalement, tombant de 25 % du chiffre d’affaires en 2008 à seulement 5 % en 2012. Hazemeyer est alors contraint en 2013 de négocier avec les salariés un plan de sauvegarde de l'emploi (PSE) conduisant à supprimer 12 postes sur un effectif qui est alors de 151 salariés. Parallèlement, l’entreprise investit dans le renouvellement de sa gamme de produits (recherche et développement, outillages et informatique). 1,3 million d’euros sont investis en 2013, avec 500 000 euros supoplémentaires prévus au cours des deux années suivantes. Hazemeyer ne doit alors sa survie qu’à son appartenance au groupe français Comeca (160 millions d’euros de chiffre d’affaires et 1000 salariés), également spécialisé dans les tableaux électriques pour l’industrie, qui a racheté Hazemeyer en 2007. La stratégie de développement de Hazemeyer comporte également un volet de relance de l’activité à l’international : en partenariat avec le groupe Comeca, sa maison-mère, Hazemeyer prépare l’ouverture d’une filiale commerciale à Abou Dhabi, d’une autre en Australie, et s’intéresse à l’Asie du Sud-Est.
En 2018, la société est attaquée en justice par d’anciens salariés retraités, regroupés en association, afin de faire reconnaitre leur préjudice lié à leur exposition professionnelle à l'amiante. Les retraités réclamaient 30 000 euros chacun.
Le coup le plus dur pour Hazemeyer survient toutefois dans la nuit du 5 au 6 janvier 2022, quand l'usine est presque totalement détruite par un incendie. Sur les 6 900 m2 de bâtiments, les sapeurs-pompiers n’ont pu sauver 500 m2, les locaux administratifs. La charpente métallique du reste de l’usine n’a pas résisté. Le sinistre met les 95 salariés au chômage technique,. Toutefois, à peine deux mois après l’incendie de son usine, Hazemeyer reprend ses activités dans d’autres locaux,. La location de nouveaux locaux, d’une superficie de 5 000 m2, situés au parc d’activités du Royeux à Gauchy, a permis le redémarrage de la production fin mars 2022.